# Воллінгфорд
Во́ллінґфорд — місто в Англії.

## Географія
Воллінгфорд знаходиться на західній стороні річки Темза і лежить біля підніжжя Чилтернсу. За річкою знаходиться село Кроумарш Гіффорд.

## Історія
Воллінгфорд виріс навколо важливої точки перетину річки Темзи. Місце було укріплене, і мало досить важливе значення, оскільки мало право карбувати монети Королівського двору.

## Відомі мешканці
- Евелін Барбіроллі, гобоїст
- Вільям Блекстон, правовий письменник
- Чарлі Брукер, письменник і ведучий комедії
- Джон Баклі, скульптор
- Агата Крісті, письменниця
- Гері Елкінс, футболіст
- Едгар Філд, Англійський футболіст і володар Кубка Англії в 1880
- Пітер Фланнері, драматург і сценарист
- Далсі Грей, актор